# Open Internacional Femení Solgironès
L'Open Internacional Femení Solgironès è un torneo di tennis che si gioca sulla terra rossa. Il torneo si disputa a La Bisbal d'Empordà in Spagna dal 2016. Faceva parte dell'ITF Women's Circuit fino al 2022, mentre dal 2023 è passato alla categoria WTA 125.

## Albo d'oro

### Singolare
| Anno | Categoria                             | Campionessa                           | Finalista                             | Punteggio                             |
| ---- | ------------------------------------- | ------------------------------------- | ------------------------------------- | ------------------------------------- |
| 2016 | ITF $10,000                           | Renata Zarazúa                        | Irene Burillo Escorihuela             | 6(3)–7, 6–1, 6–4                      |
| 2017 | ITF $25,000                           | Georgina García Pérez                 | Estrella Cabeza Candela               | 6–2, 0–6, 6–4                         |
| 2018 | ITF $25,000                           | Kathinka von Deichmann                | Sara Sorribes Tormo                   | 6–3, 3–6, 6–3                         |
| 2019 | ITF $60,000                           | Wang Xiyu                             | Dalma Gálfi                           | 4–6, 6–3, 6–2                         |
| 2020 | Annullato per pandemia di Coronavirus | Annullato per pandemia di Coronavirus | Annullato per pandemia di Coronavirus | Annullato per pandemia di Coronavirus |
| 2021 | ITF $60,000                           | Irina Chromačëva                      | Arantxa Rus                           | 6–4, 1–6, 7–6(8)                      |
| 2022 | ITF $100,000                          | Wang Xinyu                            | Ėrika Andreeva                        | 3–6, 7–6(0), 6–0                      |
| 2023 | WTA 125                               | Arantxa Rus                           | Panna Udvardy                         | 7–6(2), 6–3                           |
| 2024 | WTA 125                               | María Carlé                           | Rebeka Masarova                       | 3–6, 6–1, 6–2                         |
| 2025 | WTA 125                               | Darja Semeņistaja                     | Dalma Gálfi                           | 5-7, 6-0, 6-4                         |

### Doppio
| Anno | Categoria                             | Campionesse                                | Finaliste                             | Punteggio                             |
| ---- | ------------------------------------- | ------------------------------------------ | ------------------------------------- | ------------------------------------- |
| 2016 | ITF $10,000                           | Irene Burillo Escorihuela Ksenija Šarifova | Anđela Novčić Natasha Piludu          | 7–5, 6–4                              |
| 2017 | ITF $25,000                           | Olesja Pervušina Valerija Strachova        | Jaqueline Cristian Renata Zarazúa     | 7–5, 6–2                              |
| 2018 | ITF $25,000                           | Jamie Loeb Ana Sofía Sánchez               | Yvonne Cavallé Reimers Chiara Scholl  | 6–3, 6–2                              |
| 2019 | ITF $60,000                           | Arina Rodionova Storm Sanders              | Dalma Gálfi Georgina García Pérez     | 6–4, 6–4                              |
| 2020 | Annullato per pandemia di Coronavirus | Annullato per pandemia di Coronavirus      | Annullato per pandemia di Coronavirus | Annullato per pandemia di Coronavirus |
| 2021 | ITF $60,000                           | Valentina Ivachnenko Andreea Prisăcariu    | Mona Barthel Mandy Minella            | 6–3, 6–1                              |
| 2022 | ITF $100,000                          | Victoria Jiménez Kasintseva Renata Zarazúa | Alicia Barnett Olivia Nicholls        | 6–4, 2–6, [10–8]                      |
| 2023 | WTA 125                               | Caroline Dolehide Diana Šnaider            | Aliona Bolsova Rebeka Masarova        | 7–6(5), 6–3                           |
| 2024 | WTA 125                               | Miriam Kolodziejová Anna Sisková (1)       | Tímea Babos Dalma Gálfi               | w/o                                   |
| 2025 | WTA 125                               | Magali Kempen Anna Sisková (2)             | Darja Semeņistaja Nina Stojanović     | 7-6(1), 6-1                           |